# لاگامال
لاگامال (اکدی: «بدون بخشش») خدایی بین‌النهرینی و عمدتا در ارتباط با دلبات (تِل الدِیلم امروزی) بود. گونهٔ ماده‌ای از لاگامال در ترقا بر کنارهٔ فرات در بین‌النهرین علیا پرستش می‌شد. لاگامالِ نر در دوره‌ای نیز به پانتئون شوش در عیلام وارد شد.
لاگامال خدایی درجهان زیرین و از این جنبه ممکن بود با نرگال بین‌النهرینی یا اینشوشینک عیلامی در ارتباط باشد. در منابع بین‌النهرین پدر او اوراش، خدای حامی دلبات بود. در شوش، لاگامال به همراه ایشمکاراب (خدای مربوط به قانون و عدالت) دوگانه‌ای را تشکیل می‌داد، در حالی که اسناد ماری نشان می‌دهد که در ترقا با خدای محلی ایکشودوم در ارتباط بود.

## شخصیت
نام لاگامال زبان اکدی به معنای «بدون بخشش» است.

### جنسیت
در اکثر منابع موجود، لاگامال یک خدای مذکر تلقی می‌شود.

## ارتباط با سایر خداییان
لاگامال پسر اوراش (با الههٔ زمین اشتباه نشود)، خدای حامی دلبات، بود.

## ارتباط پسین
یک نظریهٔ به خوبی تثبیت‌شده، گروه عیلامی اینشوشینک، لاگامال و ایشمکاراب را با باور متاخر زرتشتیان مرتبط می‌کند که ارواح پس از مرگ توسط مهر، سروش و رشن قضاوت می‌شوند. با این حال، این دیدگاه به طور عمومی پذیرفته نشده و به این نکته اشاره شده است در حالی که نام هم سروش و هم ایشمکاراب از نظر ریشه‌شناسی با شنیدن مرتبط است، کارکردها رشنو و لاگامال به نظر نمی‌رسد که مشابه باشند. ناتان واسرمن به علاوه این موضوع را زیر سوال می‌برد که سه خداییانِ شوش واقعا کارکرد یک سه‌گانه را همانند ایزدان زرتشتی داشته باشند، هرچند او ارتباط نزدیکی که به تنهایی بین ایشمکاراب و لاگامال وجود داشته است، می‌پذیرد.